# Охлаждение рыбы

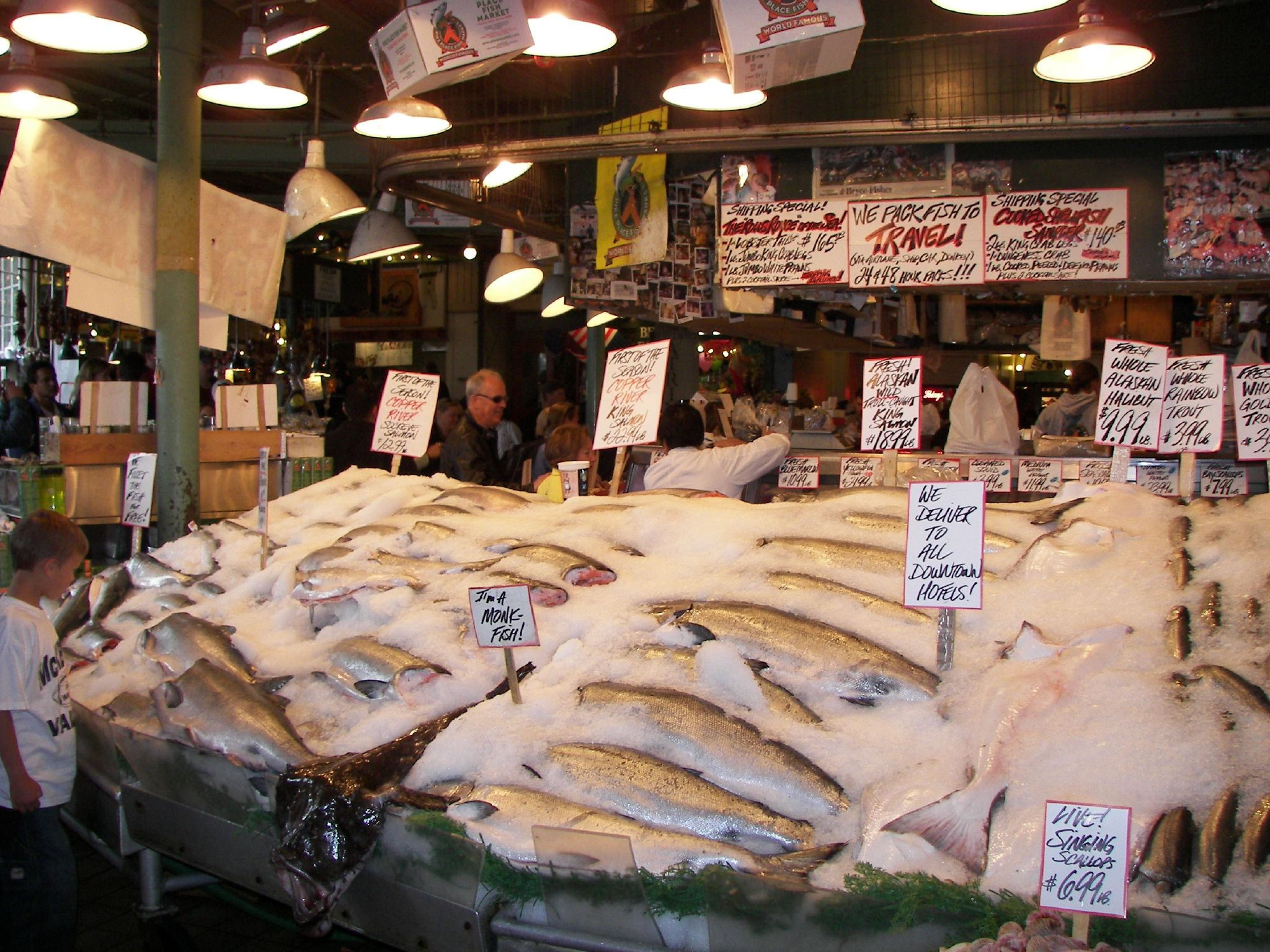
Ассортимент свежей рыбы во льду на прилавке Пайк-Плейс-маркета. Сиэтл

Охлаждение рыбы — один из способов консервирования рыбы-сырца холодом наряду с подмораживанием и замораживанием. Холодильная обработка рыбы позволяет максимально сохранять натуральные свойства рыбного сырья. Высококачественная охлаждённая рыба получается из живой или только что уснувшей рыбы.
Охлаждение рыбы производится в следующих случаях: для аккумуляции и предотвращения порчи сырья на добывающем судне, вырабатывающем товарную продукцию, для транспортировки рыбы с мест лова на обрабатывающие предприятия, для сохранения рыбы-сырца на обрабатывающем предприятии до направления на переработку, для реализации в торговой сети в виде охлаждённой товарной продукции. Охлаждение обеспечивает лишь замедление биохимических процессов в рыбе, поэтому охлаждённая рыба имеет ограниченный срок хранения, зависящий от качества сырца, способа, продолжительности и конечной температуры охлаждения и условий хранения. Срок хранения охлаждённой рыбы продлевается на несколько суток за счёт разделки рыбы с предварительным удалением внутренних органов и жабр, в которых ферментативные процессы протекают, а гнилостные микроорганизмы развиваются наиболее быстро.

## Способы охлаждения рыбы
Рыбу чаще всего и достаточно эффективно охлаждают водным льдом. При этом используется как естественный лёд, вырубаемый крупными блоками в зимнее время на чистых водоёмах или намороженный в холодное время послойно на горизонтальных площадках с брызгальными установками или сталактитами в градирнях, так и искусственный лёд, вырабатываемый в льдогенераторах на месте. Искусственный лёд, получаемый на разном оборудовании, бывает блочным, трубчатым, чешуйчатым и снежным. Судовые льдогенераторы обычно производят лёд, не требующий дробления (чешуйчатый или снежный). Рыболовные суда также иногда используют лёд, плавающий на поверхности моря (блинчатый лёд). Мелкодроблёный лёд (кубиковый, скорлупный, чешуйчатый, снежный) имеет большую удельную поверхность, ускоряет процесс охлаждения и уменьшает деформацию рыбы. Предварительно отсортированную по видам и размерам рыбу ровным слоем укладывают в тару (ящики, бочки, контейнеры), на дне которой насыпан слой льда. Слой рыбы засыпают новым слоем льда, и так до заполнения тары. Охлаждение рыбы происходит в результате теплообмена с тающим льдом. Талая вода удаляется через отверстия в таре. Быстрота и равномерность охлаждения рыбы льдом обеспечивается лишь при непосредственном контакте всей поверхности каждого экземпляра рыбы со льдом, что на практике недостижимо. Поэтому рыба во льду охлаждается сравнительно медленно, неравномерно и неглубоко. Сроки хранения охлаждённой во льду рыбы зависят от её вида и состояния, условий охлаждения и хранения. Например, охлаждённая салака хранится от 24 до 36 часов, скумбрия — трое—четверо суток, потрошёная треска — 10—15 суток.
Для повышения эффективности охлаждения применяется предварительное охлаждение рыбы в пресной или морской воде и слабых 2-3-процентных растворах соли температурой от 1 до минус 2 °C. Охлаждение рыбы в жидкой среде протекает значительно быстрее, чем во льду и тем более в воздухе. Для увеличения сроков хранения охлаждённой рыбы используется биостатический лёд (с добавкой биомицина в размере 5 г на 1 т льда), который увеличивает срок хранения охлаждённой рыбы на пять — восемь суток. Антибиотики также добавляют в ванны с водой для предварительного погружения рыбы перед охлаждением во льду.
На судах широко применяется метод охлаждения рыбы в жидкой среде, которой чаще всего является холодная морская вода температурой −2… −3 °C. При охлаждении в морской воде не происходит просаливания и значительного набухания тканей рыбы, поскольку осмотическое давление морской воды и тканевого сока рыбы приблизительно одинаково. На береговых предприятиях для охлаждения в жидкой среде применяют пресную воду и 2-3-процентные растворы соли. Допускается использование антибиотиков. Рыбу охлаждают в жидкой среде погружением или орошением на конвейере. Охлаждаемую рыбу нельзя долго держать в жидкой среде, так как при этом происходит набухание и потеря азотосодержащих веществ. После длительного охлаждения в жидкости рыба быстро портится. Поэтому охлаждённую в жидкости рыбы продолжают хранить уже во льду или охлаждаемых помещениях-аккумуляторах при температуре воздуха −1… −2 °C.